# Không quân Cộng hòa Hồi giáo Iran
Không quân Cộng hòa Hồi giáo Iran là một bộ phận của Các lực lượng Vũ trang Iran. Hiện nay, trong trang bị của không quân Iran có khoảng 220-240 máy bay chiến đấu, trong đó có khoảng 40 máy bay tiêm kích MiG-29 và 30 máy bay ném bom Su-24 mua của Nga từ những năm 1990; khoảng 20-25 máy bay tiêm kích đánh chặn F-14A Tomcat, 60 máy bay tiêm kích F-5E, 32 máy bay tiêm kích F-4E Phantom II mua của Mỹ trước đây; 30 máy bay tiêm kích J-7 mua của Trung Quốc (chế tạo phỏng theo máy bay MiG-21 của Nga).
Iran đang nghiên cứu chế tạo máy bay chiến đấu siêu âm Shafagh. Trong trang bị của quân đội Iran còn có 100 trực thăng chiến đấu AH-1J Cobra và hiện nay họ đang tự chế tạo trực thăng chiến đấu dựa trên cơ sở công nghệ phát triển trực thăng Bell-205 và Bell-206 của Mỹ.
Máy bay Azaraksh (Tia chớp) do Iran chế tạo.
Theo quan niệm của các chỉ huy quân sự của Iran, nếu vũ khí trang bị do nước ngoài sản xuất chiếm tỷ lệ chủ yếu trong trang bị của quân đội một quốc gia nào đó thì họ sẽ phải phụ thuộc vào nguồn cung cấp vũ khí từ bên ngoài và không thể độc lập quyết định nên tiếp tục chiến đấu hay chấm dứt chiến sự.
Chiến đấu cơ của Không quân Iran sẵn sàng đáp trả các cuộc tấn công từ bên ngoài.

## Bảng kê số lượng máy bay
| Máy bay                          | Xuất xứ    | Loại                                          | Phiên bản                    | Đang hoạt động | Ghi chú |  |
| -------------------------------- | ---------- | --------------------------------------------- | ---------------------------- | -------------- | --- |  |
| Aero Commander                   | Hoa Kỳ     | vận chuyển vật dụng                           | 690A                         | 4              | |  |
| Xian Y-7                         | Trung Quốc | vận tải chiến thuật                           | Y-7                          | 14             | chế tạo bởi Xian |  |
| Antonov An-74                    | Ukraina    | vận tải cầu hàng không chiến thuật            | An-74TK-200                  | 11             | |  |
| Beechcraft Bonanza               | Hoa Kỳ     | máy bay huấn luyện                            | F33C                         | 20             | |  |
| Bell 206                         | Ý Iran     | trực thăng tiện ích                           | AB 206APanha Shabviz 2061    | 3-             | AB 206A chế tạo bởi Agustanhững con số không rõ trong số 2061 chiếc đang hoạt động                                                            |  |
| Bell 212                         | Ý          | Máy bay trực thăng vận tải nhẹ                | AB 212                       | 5              | chế tạo bởi Agusta |  |
| Bell 214                         | Hoa Kỳ     | Máy bay trực thăng vận tải vừa                | Bell 214C                    | 25             | |  |
| IL-76AEW                         | Nga        | Cảnh báo sớm                                  | Adnan-1                      | 2              | Trong cuộc chiến tranh vùng vịnh năm 1991, hai chiếc IL-76AEW bay khỏi Iraq đến Iran nơi chúng vẫn còn hoạt động tại Shiraz và Mehrabad Intl. |  |
| Boeing 707                       | Hoa Kỳ     | vận tải/tiếp xăng trên không                  | 707-3J9C                     | 10             | nhiều chiếc được cải hoán để lãnh nhiệm vụ đặc biệt                                                                                           |  |
| Boeing 747                       | Hoa Kỳ     | Vận chuyển yếu nhân/tiếp xăng trên không      | 747-100F                     | 5              | |  |
| Boeing CH-47 Chinook             | Hoa Kỳ     | Máy bay trực thăng vận tải nặng               | CH-47C                       | 25             | chế tạo bởi Agusta |  |
| Chengdu J-7                      | Trung Quốc | Chiến đấu cơ (F-7M)/máy bay huấn luyện (FT-7) | F-7MFT-7                     | 205            | FT-7 chế tạo bởi GAIC |  |
| Dassault Falcon 20               | Pháp       | Vận chuyển yếu nhân                           |                              | 1              | |  |
| Dassault Falcon 50               | Pháp       | Vận chuyển yếu nhân                           |                              | 3              | |  |
| Dassault Mirage F1               | Pháp       | chiến đấu cơ                                  | Mirage F1BQMirage F-1EQ      | 24             | |  |
| Embraer EMB 312 Tucano           | Brasil     | máy bay huấn luyện cơ bản                     |                              | 15             | |  |
| Fokker F27 Friendship            | Hà Lan     | tactical airlift/transport                    | F27-400MF27-600              | 113            | |  |
| Grumman F-14 Tomcat              | Hoa Kỳ     | chiến đấu cơ đa năng/đánh chặn                | F-14A                        | 50             | ban đầu gồm 79 chiếc |  |
| Harbin Y-12                      | Trung Quốc | vận chuyển vật dụng                           |                              | 8              | |  |
| Azarakhsh                        | Iran       | chiến đấu cơ                                  |                              | 6              | |  |
| IAMI Saeqeh                      | Iran       | chiến đấu cơ                                  |                              | ?              | |  |
| IAMI Shafaq                      | Iran       | chiến đấu cơ                                  |                              | 0              | đang đi vào hoạt động |  |
| Ilyushin Il-76                   | Nga        | vận tải                                       |                              | 9              | |  |
| Kaman HH-43 Huskie               | Hoa Kỳ     | trực thăng cứu hộ                             | HH-43F                       | 8              | |  |
| Lockheed C-130 Hercules          | Hoa Kỳ     | vận tải không vận chiến thuậtdo thám          | C-130EC-130HRC-130           | 541            | |  |
| Lockheed JetStar                 | Hoa Kỳ     | Vận chuyển yếu nhân                           | JetStar II                   | 1              | |  |
| Lockheed P-3 Orion               | Hoa Kỳ     | tuần tiễu biển                                | P-3F                         | 5              | |  |
| Lockheed T-33 Shooting Star      | Hoa Kỳ     | máy bay huấn luyện                            | T-33A                        | 5              | |  |
| McDonnell-Douglas F-4 Phantom II | Hoa Kỳ     | chiến đấu cơdo thám                           | F-4DF-4ERF-4E                | 15293          | |  |
| Mikoyan MiG-29                   | Nga        | chiến đấu cơmáy bay huấn luyện                | MiG-29AMiG-29UB              | 6015           | nhiều chiếc đã được trong nước nâng cấp |  |
| Mil Mi-8                         | Nga        | Máy bay trực thăng vận tải vừa                | Mi-8MTWMi-17Mi-171Sh         | 4246           | |  |
| Northrop F-5                     | Hoa Kỳ     | chiến đấu cơ                                  | F-5AF-5BF-5EF-5FRF-5E        | 50             | bao gồm nhiều phiên bản khác |  |
| Pilatus PC-6 Porter              | Thụy Sĩ    | vận chuyển vật dụng                           |                              | 12             | |  |
| Pilatus PC-7                     | Thụy Sĩ    | máy bay huấn luyện                            |                              | 20             | |  |
| Saab Safari                      | Thụy Điển  | máy bay huấn luyện                            | Mushshak                     | 23             | chế tạo bởi Pakistan |  |
| Shenyang J-6                     | Trung Quốc | chiến đấu cơ                                  | F-6                          | 18             | |  |
| Socata TB                        | Pháp       | tiện ích                                      | TB 20TB 200                  | 6              | |  |
| Sukhoi Su-24                     | Nga        | tiếp vận xăng trên không                      | SU-24MK                      | 32             | |  |
| Mikoyan MiG-27                   | Nga        | tấn công                                      |                              | 24             | |  |
| Sukhoi Su-25                     | Nga        | tấn công/hỗ trợ cự li gầnmáy bay huấn luyện   | Su-25KSu-25TSu-25UBKSu-25UBT | -3-3           | 7 Su-25K/UBK tịch thu từ Iraq6 Su-25T/UBT mua của Nga                                                                                         |  |

Một số loại khác đang hoạt động và gần đây đã được người ta nêu ra. Trong nhiều chiếc đang nằm trong kho dự phòng hay đang được hải quân sử dụng. Một số loại gần đây có:
- Mikoyan Mig-23/27 'Flogger-E' 'Flogger-D'
- Mikoyan MiG-27
- Sukhoi Su-17/20/22 'Fitter'
- Boeing 727 (vận tải hàng)
- Hughes 300C
- Sukhoi Su-17

Văn bản liên kết